# Grevenbroich
Grevenbroich (spreek uit: Grevenbrooch) is een stad en gemeente in de Duitse deelstaat Noordrijn-Westfalen, gelegen in de Rhein-Kreis Neuss. De gemeente telt 63.941 inwoners (31 december 2020) op een oppervlakte van 102,51 km².

## Stadsdelen

Stadsdelen van Grevenbroich

De gemeente Grevenbroich bestaat uit de volgende steden, dorpen en gehuchten:
Allrath, Barrenstein, Busch, Elsen, Frimmersdorf, Fürth, Gilverath, Gindorf, Gruissem, Gubisrath, Gustorf, Hemmerden, Kapellen, Laach, Langwaden, Mühlrath, Münchrath, Neuenhausen, Neubrück, Neu-Elfgen, Neukirchen, Neurath, Noithausen, Orken, Stadt Grevenbroich, Stadt Hülchrath, Stadt Wevelinghoven, Südstadt, Tüschenbroich en Vierwinden.
Door de bruinkoolwinning in dagbouw  en het daarvoor afgraven van het terrein gingen in deze gemeente de plaatsen Elfgen en Gürath verloren.
Het Limburgse stadje Kessel heeft sinds 2016 een partnerschap met Grevenbroich; op 2 december 2017 werden in beide plaatsen informatieborden onthuld. Deze borden zijn geplaatst als teken van partnerschap tussen Peel en Maas en Grevenbroich.

### Bevolkingsontwikkeling per stadsdeel
Door de Duitse Wikipedia ontleend aan gegevens op de website van de gemeente.
| Postcode | Plaats / Stadsdeel    | 31-12-2005 | 31-05-2006 | 31-12-2010 | 31-12-2011 | 31-12-2012 | 31-12-2013 | 31-12-2014 | 31-12-2015 | 31-12-2016 | 31-12-2017 | 31-12-2018 | Verschil t.o.v. vorig j. (2017) |
| -------- | --------------------- | ---------- | ---------- | ---------- | ---------- | ---------- | ---------- | ---------- | ---------- | ---------- | ---------- | ---------- | ------------------------------- |
| 41515    | Allrath               | 1.807      | 1.805      | 1.829      | 1.842      | 1.862      | 1.802      | 1.847      | 1.826      | 1.848      | 1.846      | 1.835      | − 11                            |
| 41515    | Barrenstein           | 837        | 844        | 855        | 823        | 839        | 833        | 812        | 839        | 833        | 834        | 838        | + 4                             |
| 41516    | Busch                 | 104        | 106        | 103        | 104        | 95         | 92         | 105        | 108        | 109        | 116        | 109        | − 7                             |
| 41515    | Elsen                 | 6.006      | 5.981      | 5.847      | 5.878      | 6.062      | 6.129      | 5.170      | 5.268      | 5.332      | 5.349      | 5.360      | + 11                            |
| 41517    | Frimmersdorf          | 2.493      | 2.516      | 2.360      | 2.322      | 2.321      | 2.356      | 2.373      | 2.393      | 2.658      | 2.569      | 2.513      | − 56                            |
| 41515    | Industrieterrein oost | 112        | 122        | 145        | 166        | 159        | –          | –          | 195        | 184        | 179        | 165        | − 14                            |
| 41516    | Gilverath             | 62         | –          | –          | –          | –          | –          | 37         | 37         | 37         | 37         | 36         | − 1                             |
| 41517    | Gindorf               | 1.817      | 1.842      | 2.015      | 1.967      | 1.910      | 1.917      | 1.914      | 1.997      | 2.060      | 2.043      | 2.024      | − 19                            |
| 41516    | Gruissem              | 96         | 94         | 104        | 106        | 104        | 105        | 111        | 107        | 107        | 102        | 103        | + 1                             |
| 41516    | Gubisrath             | 121        | 117        | 141        | 137        | 143        | 139        | 139        | 140        | 138        | 145        | 137        | − 8                             |
| 41517    | Gustorf               | 4.204      | 4.200      | 4.179      | 4.155      | 4.178      | 4.164      | 4.184      | 4.201      | 4.276      | 4.319      | 4.387      | + 68                            |
| 41516    | Hemmerden             | 2.651      | 2.658      | 2.571      | 2.538      | 2.525      | 2.527      | 2.513      | 2.549      | 2.538      | 2.525      | 2.519      | − 6                             |
| 41516    | Hülchrath             | 716        | 718        | 718        | 716        | 711        | 716        | 727        | 741        | 711        | 710        | 724        | + 14                            |
| 41516    | Kapellen              | 5.494      | 5.504      | 5.820      | 5.972      | 6.079      | 6.375      | 6.431      | 6.566      | 6.636      | 6.787      | 6.833      | + 46                            |
| 41515    | Laach                 | 839        | 863        | 813        | 801        | 848        | 859        | 857        | 856        | 841        | 845        | 837        | − 8                             |
| 41516    | Langwaden             | 853        | 840        | 848        | 844        | 850        | 831        | 847        | 857        | 859        | 861        | 848        | − 13                            |
| 41516    | Mühlrath              | 197        | 196        | 172        | 166        | 177        | 161        | 159        | 176        | 177        | 171        | 186        | + 15                            |
| 41516    | Münchrath             | 437        | 434        | 399        | 395        | 401        | 391        | 394        | 394        | 384        | 377        | 372        | − 5                             |
| 41516    | Neubrück              | 105        | 108        | 101        | 103        | 96         | 103        | 103        | 100        | 107        | 104        | 100        | − 4                             |
| 41515    | Neu-Elfgen            | 1.237      | 1.235      | 1.293      | 1.324      | 1.294      | 1.271      | 1.782      | 1.774      | 1.757      | 1.778      | 1.765      | − 13                            |
| 41517    | Neuenhausen           | 3.140      | 3.181      | 2.991      | 2.975      | 2.980      | 3.044      | 3.031      | 3.077      | 3.137      | 3.144      | 3.163      | + 19                            |
| 41516    | Neukirchen            | 2.783      | 2.788      | 2.631      | 2.632      | 2.717      | 2.766      | 2.776      | 2.752      | 2.745      | 2.743      | 2.775      | + 32                            |
| 41516    | Neukircher Heide      | 44         | 44         | 39         | 35         | 34         | –          | –          | 34         | 37         | 36         | 33         | − 3                             |
| 41517    | Neurath               | 2.278      | 2.251      | 2.185      | 2.126      | 2.151      | 2.196      | 2.210      | 2.291      | 2.268      | 2.305      | 2.317      | + 15                            |
| 41515    | Noithausen            | 1.538      | 1.548      | 1.636      | 1.640      | 1.669      | 1.670      | 1.722      | 1.718      | 1.690      | 1.697      | 1.703      | + 6                             |
| 41515    | Orken                 | 4.313      | 4.314      | 4.364      | 4.327      | 4.304      | 4.251      | 4.111      | 4.042      | 4.151      | 4.158      | 4.208      | + 50                            |
| 41515    | Stadtmitte (centrum)  | 6.838      | 6.895      | 7.478      | 7.306      | 7.271      | –          | –          | 8.045      | 8.058      | 8.048      | 8.176      | + 128                           |
| 41515    | Südstadt              | 5.613      | 5.605      | 5.668      | 5.588      | 5.450      | 5.434      | 5.355      | 5.323      | 5.275      | 5.316      | 5.362      | + 46                            |
| 41516    | Tüschenbroich         | 423        | 414        | 397        | 399        | 401        | 404        | 384        | 382        | 388        | 409        | 399        | − 10                            |
| 41516    | Vierwinden            | 62         | 60         | 49         | 51         | 49         | 47         | 42         | 43         | 38         | 34         | 41         | + 7                             |
| 41516    | Wevelinghoven         | 7.330      | 7.284      | 7.068      | 7.046      | 6.693      | 6.966      | 6.968      | 7.087      | 7.038      | 7.126      | 7.198      | + 72                            |
|          | Totaal:               | 64.488     | 64.567     | 63.833     | 64.484     | 64.643     | –          | –          | 66.314     | 66.832     | 67.122     | 67.534     | + 421                           |

## Geboren
- Jörg Ahmann (1966), beachvolleyballer
- Heinz Mostert (1949), profvoetballer

## Afbeeldingen

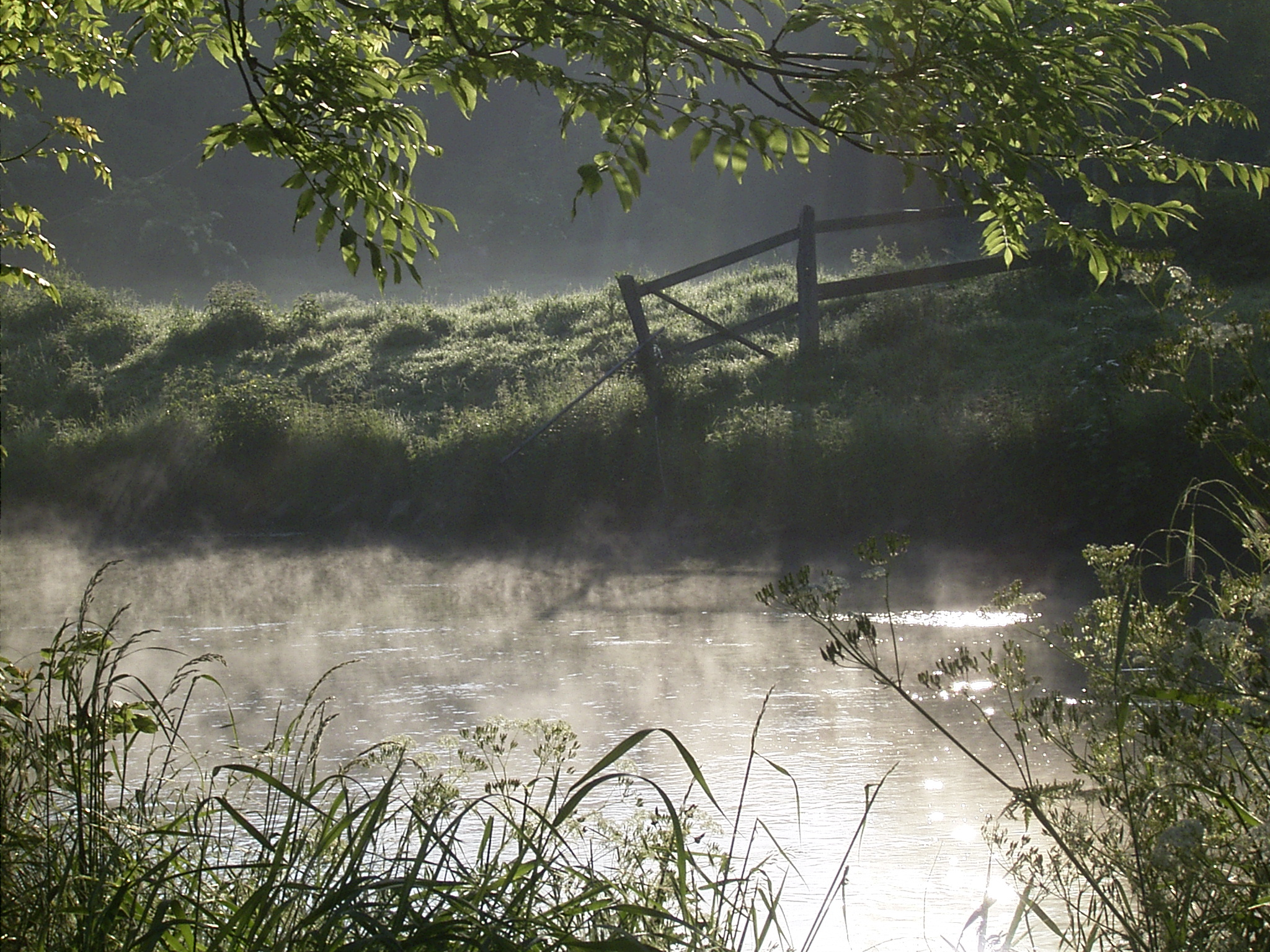
De Erft in de gemeente Grevenbroich
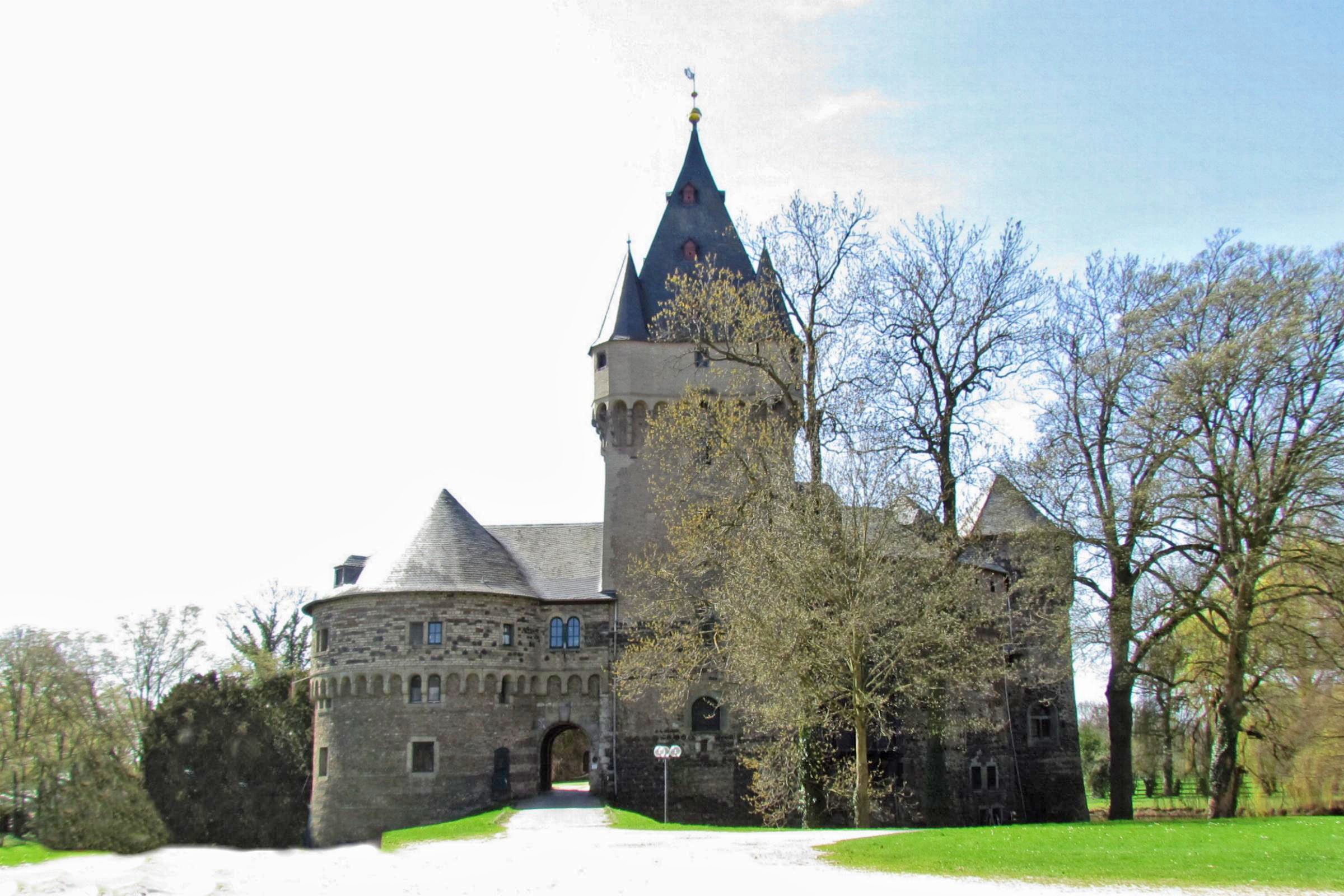
Kasteel Hülchrath (Ortsteil Neukirchen)
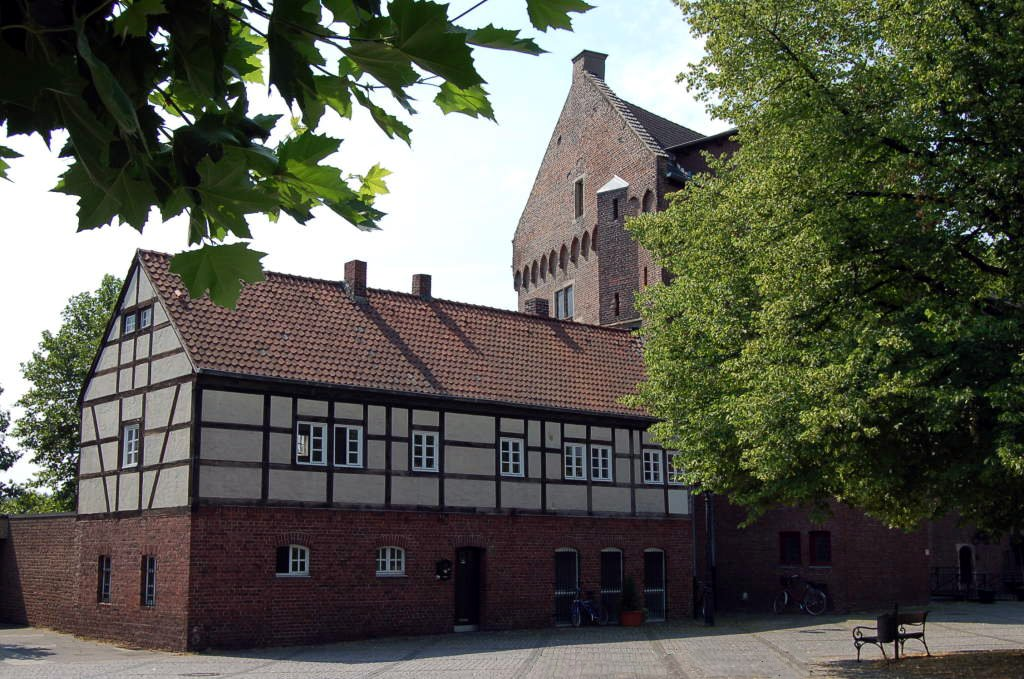
Voormalig kasteel
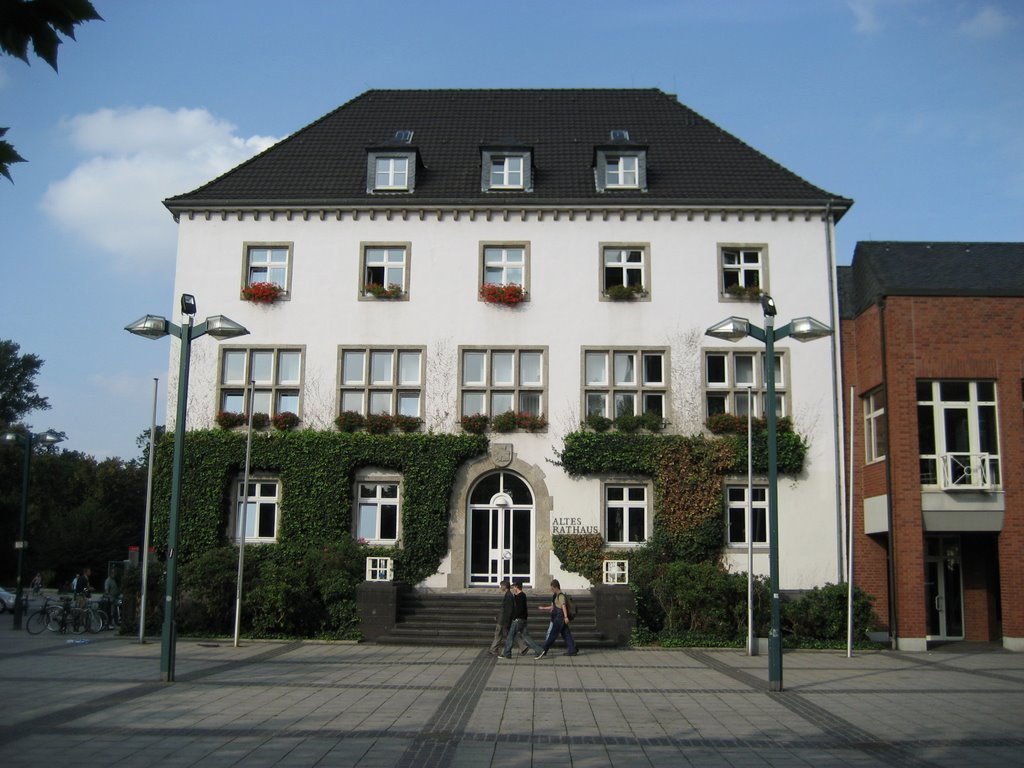
Gemeentehuis
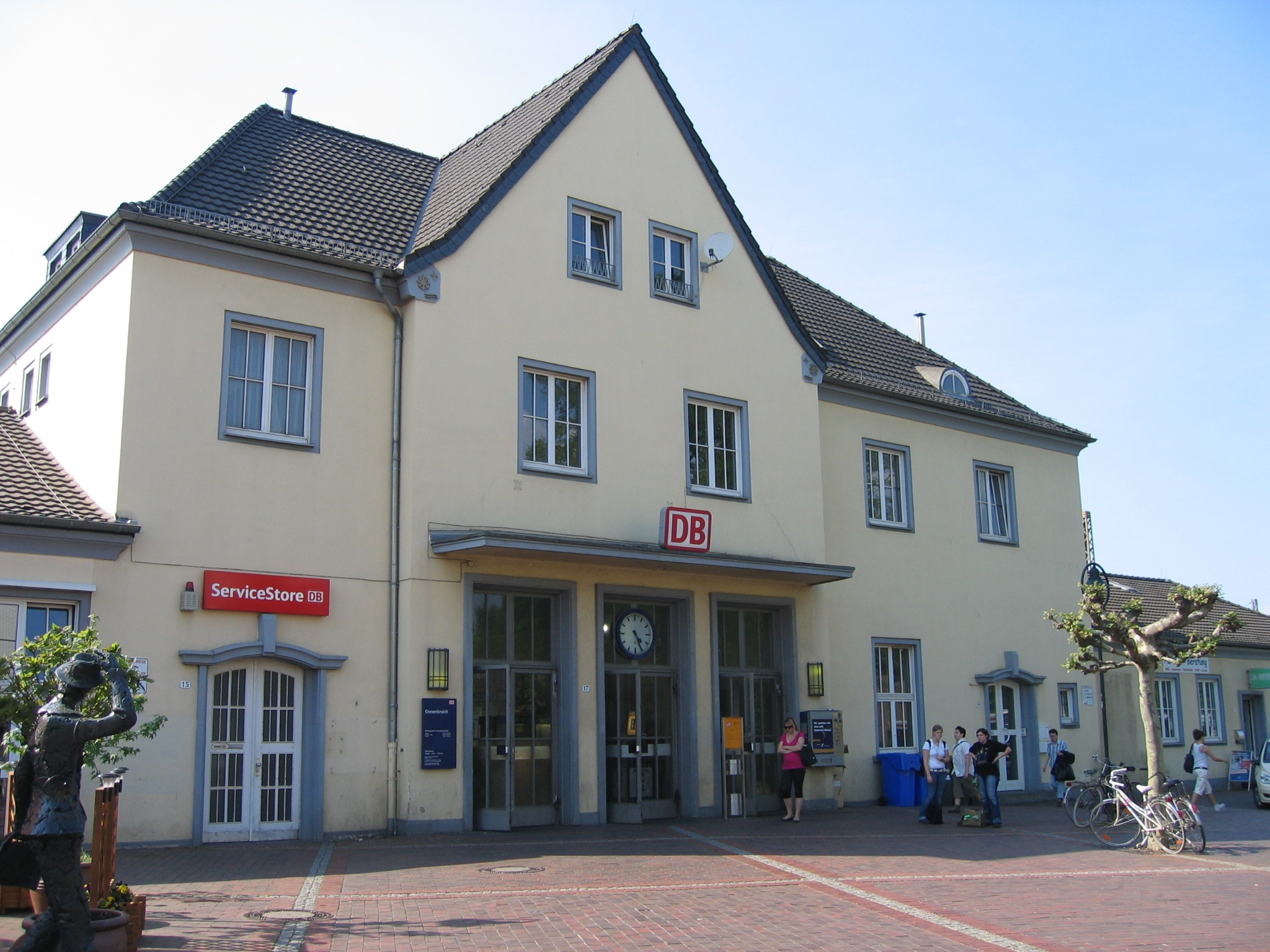
Station Grevenbroich
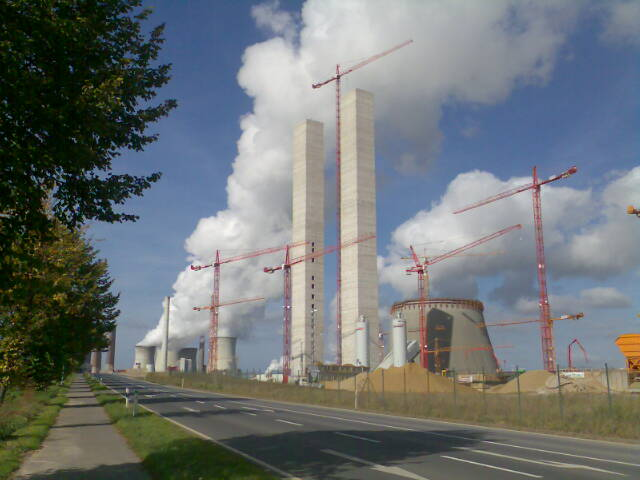
Elektriciteitscentrale Neurath
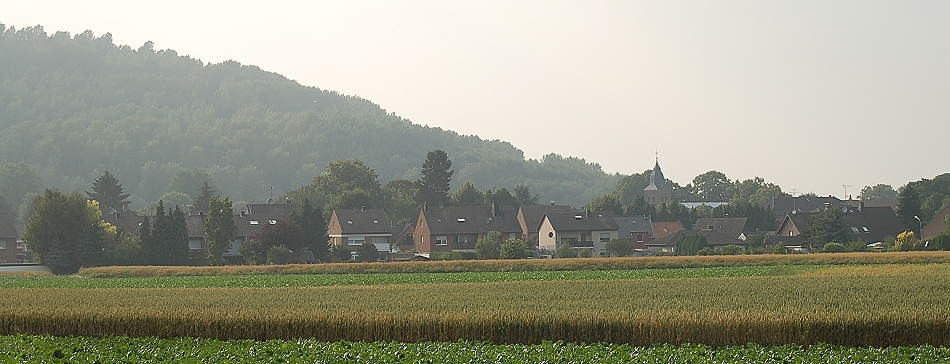
Het dorp Allrath
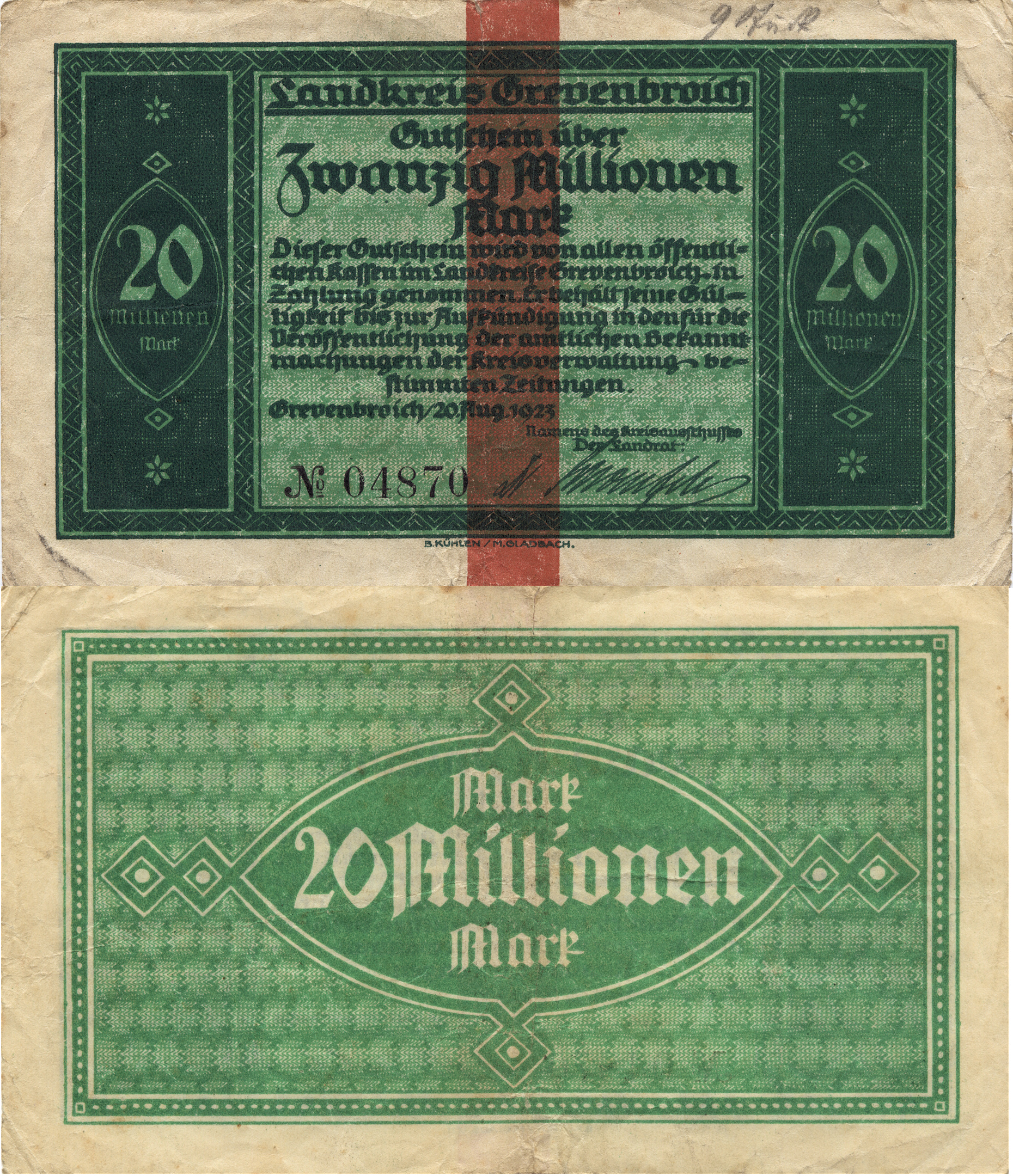
Noodgeld, 1923

Dormagen · Grevenbroich · Jüchen · Kaarst · Korschenbroich · Meerbusch · Neuss · Rommerskirchen